# 徐乃鼐
徐乃鼐，浙江钱塘人，是一名清朝政治人物。
徐乃鼐曾于1814年接替李传簪任南汇县知县一职，1815年由沈映枫接任。